# Cỏ lông tây
Cỏ lông tây (danh pháp hai phần: Brachiaria mutica), hay Cỏ lông Para, là một loài thực vật có hoa trong họ Hòa thảo. Loài này được (Forssk.) Stapf mô tả khoa học đầu tiên năm 1919.

## Mô tả
Cỏ lông tây có nguồn gốc từ Nam Mỹ, được phát triển trồng ở nhiều nơi trên thế giới để dùng làm thức ăn thô ở dạng xanh tươi hoặc phơi khô cho trâu, bò, ngựa. Tại Việt Nam, giống cỏ này được trồng ở Nam bộ từ cuối thế kỷ 19, sau được nhân rộng ra nhiều nơi khắp cả nước.
Cỏ ưa khí hậu nóng ẩm, có khả năng chịu được ngập nước ngắn ngày, chịu mặn, chịu phèn. Cỏ khỏe, sống nhiều năm, thân có thể cao tới 1,50m, phân nhánh nhiều, bò trên mặt đất, nhiều rễ, mọc rễ và đâm chồi ở các đốt. Lá hình ngọn giáo, dài đến 25 cm, nhọn đầu, mép lá sắc, bẹ lá có lông trắng, mềm. Cụm hoa chùy có 8 - 20 bông đơn hoặc kép ở gốc, trục có lông thưa, dài; bông chét không lông.